# Condado de Bollinger
O Condado de é um dos 114 condados do estado americano de Missouri. A sede do condado é Marble Hill, e sua maior cidade é Marble Hill. O condado possui uma área de 1,609 km² (dos quais 1 km² estão cobertos por água), uma população de 12 029 habitantes, e uma densidade populacional de 7 hab/km² (segundo o censo nacional de 2000). O condado foi fundado em 1851.